# Pseudomyrmex rufiventris
Pseudomyrmex rufiventris é uma espécie de formiga do género Pseudomyrmex, subfamilia Pseudomyrmecinae. Esta espécie foi descrita cientificamente por Forel em 1911.

## Distribuição
Encontra-se em Paraguai.